# West Coast Customs
West Coast Customs – przedsiębiorstwo tuningowe z Los Angeles w stanie Kalifornia, które zostało założone w 1993 roku przez Ryana Friedlinghausa. Ma przedstawicielstwa w Meksyku, Niemczech, Malezji, Rosji i Japonii.
Siedziba firmy znajduje się w Burbank.
West Coast Customs, Inc. działa jako spółka zależna od Carroll Shelby International Inc, która posiada pakiet kontrolny w WCC. Dodatkowo, w lipcu 2012 roku, Joseph Scalisi wiceprezes Location Based Technologies Inc. zawarł umowę subskrypcyjną z West Coast Customs WCC do nabycia w przybliżeniu 1,5% aktywów WCC. LBT na podstawie umowy licencyjnej „Manufacturing and Trademark" z WCC ma prawo co-brandingu produktów PocketFinder.
Przedsiębiorstwo brało udział w produkcjach Discovery Channel oraz MTV. W Polsce poczynania ekipy WCC można było śledzić podczas seriali dokumentalnych Odpicuj mi brykę (sezon 1-4), Bryki nie z fabryki oraz Samochód na życzenie.